# Grand Prix de Fourmies 2017
La 85e édition du Grand Prix de Fourmies a eu lieu le 3 septembre 2017. Elle fait partie du calendrier UCI Europe Tour 2017 en catégorie 1.HC.

## Présentation

### Équipes
Vingt-deux équipes ont pris le départ du Grand Prix de Fourmies : cinq équipes UCI WorldTeam, douze équipes continentales professionnelles et cinq équipes continentales.
| WorldTeams (7)- Quick-Step Floors - Trek-Segafredo - Bora-Hansgrohe - AG2R La Mondiale - UAE Team Emirates - Astana - FDJ Équipes continentales professionnelles (12)- Cofidis, Solutions Crédits - Direct Énergie - Wilier Triestina-Selle Italia - Nippo-Vini Fantini - Gazprom-RusVelo - Sport Vlaanderen-Baloise - Delko Marseille Provence KTM - Fortuneo-Oscaro - Roompot-Nederlandse Loterij - WB-Veranclassic-Aqua Protect - Wanty-Groupe Gobert - Verandas Willems-Crelan Équipes continentales (3)- Roubaix Lille Métropole - HP BTP-Auber 93 - Armée de terre |
| |

## Classement final
| \| Classement général \| Classement général \| Classement général \| Classement général \| Classement général \| \| Coureur \| Coureur \| Pays \| Équipe \| Temps \| \| ------------------ \| ------------------ \| ------------------ \| ---------------------------- \| ------------------ \| \| 1er \| Nacer Bouhanni \| France \| Cofidis, Solutions Crédits \| 4 h 22 min 29 s \| \| 2e \| Marc Sarreau \| France \| FDJ \| + 0 s \| \| 3e \| Rüdiger Selig \| Allemagne \| Bora-Hansgrohe \| + 0 s \| \| 4e \| David Menut \| France \| HP BTP-Auber 93 \| + 0 s \| \| 5e \| Simone Consonni \| Italie \| UAE Team Emirates \| + 0 s \| \| 6e \| Justin Jules \| France \| WB-Veranclassic-Aqua Protect \| + 0 s \| \| 7e \| Jordan Levasseur \| France \| Armée de terre \| + 0 s \| \| 8e \| Jarl Salomein \| Belgique \| Sport Vlaanderen-Baloise \| + 0 s \| \| 9e \| Laurent Pichon \| France \| Fortuneo-Oscaro \| + 0 s \| \| 10e \| John Degenkolb \| Allemagne \| Trek-Segafredo \| + 0 s \| \| 11e \| Danilo Napolitano \| Italie \| Wanty-Groupe Gobert \| + 0 s \| \| 12e \| Gianluca Brambilla \| Italie \| Quick-Step Floors \| + 0 s \| \| 13e \| Marco Canola \| Italie \| Nippo-Vini Fantini \| + 0 s \| \| 14e \| Riccardo Minali \| Italie \| Astana \| + 0 s \| \| 15e \| Kévin Le Cunff \| France \| HP BTP-Auber 93 \| + 0 s \| |                    |           |                              |                 |
| |                    |           |                              |                 |
| Source : ProCyclingStats |                    |           |                              |                 |
| Classement général |                    |           |                              |                 |
| Coureur | Coureur            | Pays      | Équipe                       | Temps           |
| 1er | Nacer Bouhanni     | France    | Cofidis, Solutions Crédits   | 4 h 22 min 29 s |
| 2e | Marc Sarreau       | France    | FDJ                          | + 0 s           |
| 3e | Rüdiger Selig      | Allemagne | Bora-Hansgrohe               | + 0 s           |
| 4e | David Menut        | France    | HP BTP-Auber 93              | + 0 s           |
| 5e | Simone Consonni    | Italie    | UAE Team Emirates            | + 0 s           |
| 6e | Justin Jules       | France    | WB-Veranclassic-Aqua Protect | + 0 s           |
| 7e | Jordan Levasseur   | France    | Armée de terre               | + 0 s           |
| 8e | Jarl Salomein      | Belgique  | Sport Vlaanderen-Baloise     | + 0 s           |
| 9e | Laurent Pichon     | France    | Fortuneo-Oscaro              | + 0 s           |
| 10e | John Degenkolb     | Allemagne | Trek-Segafredo               | + 0 s           |
| 11e | Danilo Napolitano  | Italie    | Wanty-Groupe Gobert          | + 0 s           |
| 12e | Gianluca Brambilla | Italie    | Quick-Step Floors            | + 0 s           |
| 13e | Marco Canola       | Italie    | Nippo-Vini Fantini           | + 0 s           |
| 14e | Riccardo Minali    | Italie    | Astana                       | + 0 s           |
| 15e | Kévin Le Cunff     | France    | HP BTP-Auber 93              | + 0 s           |